# Terceiro Gabinete Kohl
| Cargo                                                                             | Imagem    | Incumbente                                                   | Partido | Partido | Secretário de Estado Parlamentar e Ministro de Estado                                                    | Partido     |
| --------------------------------------------------------------------------------- | --------- | ------------------------------------------------------------ | ------- | ------- | --- | ----------- |
| Chanceler                                                                         | zentriert | Helmut Kohl (* 1930)                                         |         | CDU     | – | –           |
| Vice-Chancelor                                                                    | zentriert | Hans-Dietrich Genscher (* 1927)                              |         | FDP     | – | –           |
| Ministro das Relações Exteriores                                                  | zentriert | Hans-Dietrich Genscher (* 1927)                              |         | FDP     | Irmgard Adam-Schwaetzer Helmut Schäfer                                                                   | FDP         |
| Ministro do Interior                                                              | zentriert | Friedrich Zimmermann (1925–2012) bis 21. April 1989          |         | CSU     | Horst Waffenschmidt Carl-Dieter Spranger                                                                 | CDU CSU     |
| Ministro do Interior                                                              | zentriert | Wolfgang Schäuble (* 1942) ab 21. April 1989                 |         | CDU     | Horst Waffenschmidt Carl-Dieter Spranger                                                                 | CDU CSU     |
| Ministro da Justiça                                                               | zentriert | Hans A. Engelhard (1934–2008)                                |         | FDP     | Friedrich-Adolf Jahn                                                                                     | CDU         |
| Ministro das Finanças                                                             | zentriert | Gerhard Stoltenberg (1928–2001) bis 21. April 1989           |         | CDU     | Hansjörg Häfele bis 21. April 1989 Manfred Carstens Friedrich Voss                                       | CDU CSU     |
| Ministro das Finanças                                                             | zentriert | Theodor Waigel (* 1939) ab 21. April 1989                    |         | CSU     | Hansjörg Häfele bis 21. April 1989 Manfred Carstens Friedrich Voss                                       | CDU CSU     |
| Ministro da Economia e Tecnologia                                                 | zentriert | Martin Bangemann (* 1934) bis 9. Dezember 1988               |         | FDP     | Ludolf-Georg von Wartenberg bis 4. Juli 1989 Klaus Beckmann Erich Riedl                                  | CDU FDP CSU |
| Ministro da Economia e Tecnologia                                                 | zentriert | Helmut Haussmann (* 1943) ab 9. Dezember 1988                |         | FDP     | Ludolf-Georg von Wartenberg bis 4. Juli 1989 Klaus Beckmann Erich Riedl                                  | CDU FDP CSU |
| Ministro da Nutrição, Agricultura e Defesa do Consumidor                          |           | Ignaz Kiechle (1930–2003)                                    |         | CSU     | Georg Gallus Wolfgang von Geldern                                                                        | FDP CDU     |
| Ministro de Intra-Relações                                                        | zentriert | Dorothee Wilms (* 1929)                                      |         | CDU     | Ottfried Hennig                                                                                          | CDU         |
| Ministro do Trabalho e Relações Sociais                                           | zentriert | Norbert Blüm (* 1935)                                        |         | CDU     | Wolfgang Vogt Stefan Höpfinger bis 21. April 1989 Horst Seehofer                                         | CDU CSU     |
| Ministro da Defesa                                                                | zentriert | Manfred Wörner (1934–1994) bis 18. Mai 1988                  |         | CDU     | Peter Kurt Würzbach bis 19. Dezember 1988 Willy Wimmer Agnes Hürland-Büning                              | CDU         |
| Ministro da Defesa                                                                | zentriert | Rupert Scholz (* 1937) bis 21. April 1989                    |         | CDU     | Peter Kurt Würzbach bis 19. Dezember 1988 Willy Wimmer Agnes Hürland-Büning                              | CDU         |
| Ministro da Defesa                                                                | zentriert | Gerhard Stoltenberg ab 21. April 1989                        |         | CDU     | Peter Kurt Würzbach bis 19. Dezember 1988 Willy Wimmer Agnes Hürland-Büning                              | CDU         |
| Ministro da Família, Idosos, Mulheres e Juventude                                 | zentriert | Rita Süssmuth (* 1937) bis 9. Dezember 1988                  |         | CDU     | Anton Pfeifer                                                                                            | CDU         |
| Ministro da Família, Idosos, Mulheres e Juventude                                 | zentriert | Ursula Lehr (* 1930) ab 9. Dezember 1988                     |         | CDU     | Anton Pfeifer                                                                                            | CDU         |
| Ministro dos Transportes, Construção e Desenvolvimento das Cidades                |           | Jürgen Warnke (1932–2013) bis 21. April 1989                 |         | CSU     | Dieter Schulte                                                                                           | CDU         |
| Ministro dos Transportes, Construção e Desenvolvimento das Cidades                | zentriert | Friedrich Zimmermann ab 21. April 1989                       |         | CSU     | Dieter Schulte                                                                                           | CDU         |
| Ministro do Meio Ambiente, Proteção da Natureza e Segurança Nuclear               | zentriert | Walter Wallmann (1932–2013) bis 22. April 1987               |         | CDU     | Martin Grüner Wolfgang Gröbl                                                                             | FDP CSU     |
| Ministro do Meio Ambiente, Proteção da Natureza e Segurança Nuclear               | zentriert | Klaus Töpfer (* 1938) ab 22. April 1987                      |         | CDU     | Martin Grüner Wolfgang Gröbl                                                                             | FDP CSU     |
| Ministro Postal e de Telecomunicações ab 1. Juli 1989: Post und Telekommunikation | zentriert | Christian Schwarz-Schilling (* 1930)                         |         | CDU     | Wilhelm Rawe                                                                                             | CDU         |
| Ministro dos Transportes, Construção e Desenvolvimento das Cidades                |           | Oscar Schneider (* 1927) bis 21. April 1989                  |         | CSU     | Jürgen Echternach                                                                                        | CDU         |
| Ministro dos Transportes, Construção e Desenvolvimento das Cidades                | zentriert | Gerda Hasselfeldt (* 1950) ab 21. April 1989                 |         | CSU     | Jürgen Echternach                                                                                        | CDU         |
| Ministro da Educação e Pesquisa                                                   | zentriert | Heinz Riesenhuber (* 1935)                                   |         | CDU     | Albert Probst                                                                                            | CSU         |
| Ministro da Educação e Ciência                                                    | zentriert | Jürgen W. Möllemann (1945–2003)                              |         | FDP     | Irmgard Karwatzki bis 21. April 1989 Norbert Lammert                                                     | CDU         |
| Ministro para Cooperação e Desenvolvimento                                        | zentriert | Hans Klein (1931–1996) bis 21. April 1989                    |         | CSU     | Volkmar Köhler bis 21. April 1989 Hans-Peter Repnik                                                      | CDU         |
| Ministro para Cooperação e Desenvolvimento                                        |           | Jürgen Warnke ab 21. April 1989                              |         | CSU     | Volkmar Köhler bis 21. April 1989 Hans-Peter Repnik                                                      | CDU         |
| Ministro de Casos Especiais                                                       | zentriert | Wolfgang Schäuble bis 21. April 1989                         |         | CDU     | Lutz Stavenhagen Lieselotte Berger verstorben am 26. September 1989 Günter Straßmeir ab 26. Oktober 1989 | CDU         |
| Ministro de Casos Especiais                                                       | zentriert | Rudolf Seiters (* 1937) ab 21. April 1989                    |         | CDU     | Lutz Stavenhagen Lieselotte Berger verstorben am 26. September 1989 Günter Straßmeir ab 26. Oktober 1989 | CDU         |
| Ministro de Casos Especiais                                                       | zentriert | Hans Klein ab 21. April 1989                                 |         | CSU     | – | –           |
| Ministro de Casos Especiais                                                       | zentriert | Sabine Bergmann-Pohl (* 1946) ab 3. Oktober 1990             |         | CDU     | – | –           |
| Ministro de Casos Especiais                                                       | zentriert | Günther Krause (* 1953) ab 3. Oktober 1990                   |         | CDU     | – | –           |
| Ministro de Casos Especiais                                                       | zentriert | Lothar de Maizière (* 1940) 3. Oktober bis 17. Dezember 1990 |         | CDU     | – | –           |
| Ministro de Casos Especiais                                                       | zentriert | Rainer Ortleb (* 1944) ab 3. Oktober 1990                    |         | FDP     | – | –           |
| Ministro de Casos Especiais                                                       | zentriert | Hansjoachim Walther (1939–2005) ab 3. Oktober 1990           |         | DSU     | – | –           |